# Elf (groupe)
Pour les articles homonymes, voir Elf.
Elf est  un groupe américain de hard rock, originaire de Cortland, à New York. Durant son existence, entre 1967 et 1975, le groupe est mené par Ronnie James Dio.

## Historique
C’est en 1967 à New York que Ronald James Padavona, qui deviendra plus tard Ronnie James Dio, et Nick Pantas (guitare) dissolvent Ronnie Dio and the Prophets pour former The Electric Elves en compagnie de David Feinstein (cousin de Ronald James Padavona), Gary Driscoll et Doug Thaler. Le groupe sort un single, Hey, Look Me Over, la même année.
En 1968, le groupe est impliqué dans un accident de voiture qui coûte la vie à Nick Pantas. Doug Thaler reste plusieurs mois à l'hôpital. The Electric Elves se rebaptise The Elves juste avant la sortie de son second single Walking In Different Circles. À la fin de l'année, Mickey Lee Soule rejoint le groupe. 
En 1972, coup de chance pour Elf, nouveau nom du groupe : alors que le groupe est en studio pour l'enregistrement de son premier album, il est découvert par Roger Glover et Ian Paice, qui proposent au groupe de le produire. Ce qui sera fait et la même année sort le premier album, Elf, suivi d'une tournée américaine en support de Deep Purple. 
Au début de 1973, David Feinstein quitte le groupe et est remplacé par Steve Edwards. À la même époque, Ronnie Padavona abandonne à la fois son nom pour son nouveau pseudonyme, Ronnie James Dio, et la basse, reprise par un nouveau musicien, Craig Gruber. 
En 1974 sort le second album qui porte deux titres différents : L.A. / 59 aux États-Unis et Carolina County Ball dans le reste du monde. S'ensuit une nouvelle tournée américaine pour Elf en soutien à Deep Purple. Cette année là, Ronnie James Dio et Mickey Lee Soule participent à l'album The Butterfly Ball and the Grasshopper's Feast de Roger Glover.
Au début de 1975, Elf, qui s'est adjoint le percussionniste Mark Nauseef enregistre son troisième album, Trying to Burn the Sun. En février, alors que l'album n'est pas encore dans les bacs des disquaires, le groupe explose. En effet, Ritchie Blackmore, qui connaît bien le groupe, propose à ses membres de le rejoindre pour former son nouveau groupe, Rainbow. Ronnie James Dio, Craig Gruber, Gary Driscoll et Mickey Lee Soule acceptent l'offre. Trying to Burn the Sun ne sort pas en Grande-Bretagne afin de ne pas concurrencer la sortie du premier album de Rainbow.

## Membres
- Ronnie James Dio (†) - voix, basse (1967-1975) , mort le 16 mai 2010
- Gary Driscoll (†) - batterie (1967-1975), mort le 8 juin 1987
- David Feinstein - guitare (1967-1973)
- Doug Thaler - claviers (1967-1972), guitare rythmique (1968-1972)
- Nick Pantas (†) - guitare rythmique (1967-1968), mort le 12 février 1968
- Mickey Lee Soule - claviers, guitare rythmique, chœurs (1968-1975)
- Craig Gruber (†) - basse (1973-1975), mort le 5 mai 2015
- Steve Edwards - guitare (1973-1975)
- Mark Nauseef - percussions (1975)

## Discographie

### Albums studio
- 1972 : Elf
- 1974 : L.A. / 59 ou Carolina County Ball (reste du monde)
- 1975 : Trying to Burn the Sun

### Singles
- 1967 : Hey, Look Me Over (sous le nom The Electric Elves)
- 1969 : Walking In Different Circles (sous le nom The Elves)
- 1978 : Hoochie Koochie Lady
- 1972 : Sit Down Honey (Everything Will Be Alright)
- 1974 :  L.A./59